# Río Puyanhue
El río Puyanhue es un curso natural de agua que fluye en la Región de La Araucanía con dirección general sur hasta desembocar en el río Moncul poco antes de su descarga en el río principal de la cuenca, el río Imperial.: 246 

## Trayecto
Sus aguas son un importante aporte al humedal Moncul y junto a las de los ríos San Jorge y El Peral aportan en 75% del área del humedal.: 6 